# Aprilia Hägglöf
Aprilia Hägglöf (ur. 2 kwietnia 1983 w Sztokholmie) – szwedzka snowboardzistka. Zajęła 16. miejsce w gigancie równoległym na igrzyskach w Turynie. Jej najlepszym wynikiem na mistrzostwach świata w snowboardzie było 10. miejsce w gigancie równoległym na mistrzostwach w Whistler. Najlepsze wyniki w Pucharze Świata osiągnęła w sezonie 2005/2006, kiedy to była 46 w klasyfikacji generalnej. Jest wicemistrzynią świata juniorów w gigancie równoległym z 2003 r.

## Sukcesy

### Igrzyska olimpijskie
| Miejsce | Dzień     | Rok  | Miejscowość | Konkurencja       | Zwycięzca     |
| ------- | --------- | ---- | ----------- | ----------------- | ------------- |
| 16.     | 23 lutego | 2006 | Turyn       | Gigant równoległy | Daniela Meuli |

### Mistrzostwa Świata
| Miejsce | Dzień       | Rok  | Miejscowość | Konkurencja       | Zwycięzca                 |
| ------- | ----------- | ---- | ----------- | ----------------- | ------------------------- |
| 43.     | 13 stycznia | 2003 | Kreischberg | Gigant równoległy | Ursula Bruhin             |
| DNF     | 15 stycznia | 2003 | Kreischberg | Slalom równoległy | Isabelle Blanc            |
| 10.     | 18 stycznia | 2005 | Whistler    | Gigant równoległy | Manuela Riegler           |
| 22.     | 19 stycznia | 2005 | Whistler    | Slalom równoległy | Daniela Meuli             |
| DSQ     | 16 stycznia | 2007 | Arosa       | Gigant równoległy | Jekatierina Tudiegieszewa |
| 18.     | 17 stycznia | 2007 | Arosa       | Slalom równoległy | Heidi Neururer            |

### Puchar Świata

#### Miejsca w klasyfikacji generalnej
- 1999/2000 - 127.
- 2000/2001 - -
- 2001/2002 - -
- 2002/2003 - -
- 2003/2004 - -
- 2004/2005 - -
- 2005/2006 - 46.
- 2006/2007 - 52.
- 2007/2008 - 48.
- 2008/2009 - 172.

#### Miejsca na podium
1. Stoneham – 20 grudnia 2002 (gigant równoległy) - 2. miejsce
2. Sierra Nevada – 12 marca 2005 (slalom równoległy) - 1. miejsce